# Dacryodes papuana
Dacryodes papuana là một loài thực vật có hoa trong họ Burseraceae. Loài này được Husson mô tả khoa học đầu tiên năm 1952.